# Victor Muller
Victor Roberto Muller, född 13 september 1959 i Amsterdam, är en nederländsk affärsman. Han är grundare av och VD för den nederländska sportbilstillverkaren Spyker Cars samt var styrelseordförande och även VD (19 maj 2011-konkursen) för svenska Saab Automobile från 2010 till konkursen 2011.

## Biografi
Muller studerade juridik vid Universitetet i Leiden. Efter examen 1984 blev han advokat i Amsterdam hos advokatbyrån Baker & McKenzie. År 1989 gick han med i ledningsgruppen för offshore-bolaget Heerema i Leiden. En management buyout gjorde honom till delägare i bärgning och bogsering vid företaget Wijsmuller i Ĳmuiden. Från och med 1992 ledde Muller flera företag, såsom Emergo Mode Groep, vilket kom att lanseras på Amsterdambörsen som McGregor Fashion Group. Victor Muller och Maarten de Bruijn grundade biltillverkaren Spyker år 1999. Bolaget börsnoterades i maj 2004. I september 2006 köpte Spyker Formel 1-stallet Midland. Satsningen på Formel 1 gick snabbt över styr, och bolaget kastas in i en likviditetskris där underleverantörer inte fick betalt. Muller tvingades avgå som vd den 16 maj 2007.
Han efterträddes av Michiel Mol. Muller fortsatte att arbeta för företaget som chefsdesigner och ansvarig för varumärkesbyggande under en period. Mol köpte senare loss Spyker F1 och lämnade bolaget. Victor Muller återkom som vd i december 2007, ett krav från den ryske finansmannen Vladimir Antonov, som då beslöt sig för att investera i Spyker.

### Tiden vid Saab Automobile
Victor Muller iscensatte i november 2009 ett köp av svenska Saab Automobile. Efter Spyker Cars köp av svenska Saab Automobile den 23 februari 2010 drivs Spyker och Saab som separata bolag inom koncernen Saab Spyker Automobiles där Muller även är koncernchef och VD.
Efter att Jan-Åke Jonsson valde att avgå som VD 2011 tog Victor Muller temporärt över VD-posten i Saab Automobile. Saab Automobile brottades under våren 2011 med likviditetsproblem, och obetalda skulder till underleverantörer. Trots upprepade löften från Victor Muller om att återuppta produktionen, stod produktionen vid Saab Automobile stilla. I september 2011 ansökte Victor Muller om rekonstruktion för Saab Automobile, vilket Vänersborgs tingsrätt nekade till, men blev efter ett överklagande till Hovrätten för Västra Sverige godkänt den 21 september 2011. Den 19 december 2011 försattes Saab i konkurs. 2010 blev Victor Muller utnämnd till Årets entreprenör av Automotive News Europe.